# Diocesi di Calama

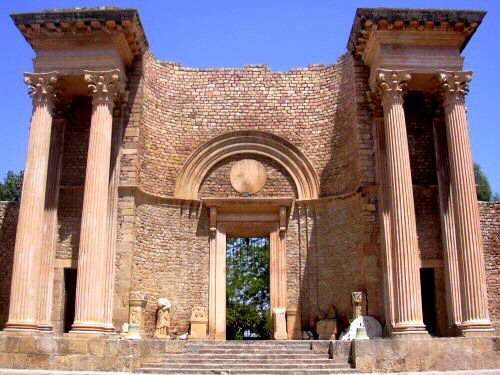
Resti monumentali di Guelma, l'antica Calama.

La diocesi di Calama (in latino: Dioecesis Calamensis) è una sede soppressa e sede titolare della Chiesa cattolica.

## Storia
Calama, corrispondente alla città di Guelma nell'odierna Algeria, è un'antica sede episcopale della provincia romana di Numidia.
Sono cinque i vescovi noti di questa antica diocesi africana. Il vescovo Donato prese parte, secondo la testimonianza di Ottato nel De schismate Donatistarum, alla riunione episcopale tenuta a Cirta il 5 marzo 305 sotto la presidenza di Secondo di Tigisi, primate di Numidia, per procedere all'ordinazione del nuovo vescovo di Cirta, Silvano, eletto in seguito alla morte di Paolo. Prima di essere ammesso alla riunione, Donato dovette rispondere dell'accusa di aver distrutto i libri sacri durante la persecuzione di Diocleziano del 303. Donato si difese dicendo che i libri distrutti erano libri di medicina, e questo gli valse l'assoluzione e l'ammissione nell'assise episcopale.
Il secondo vescovo noto è Megalio, che occupò la cattedra di Calama negli ultimi anni del IV secolo ed è documentato in diverse occasioni. Prese parte al concilio africano di Ippona, celebrato l'8 ottobre 393, durante il quale, benché non esplicitamente, appare come primate di Numidia. In un'epoca incerta, ma prima di maggio/giugno 395, Megalio lanciò accuse contro Agostino di Ippona, non ritenuto degno dell'ordinazione episcopale; successivamente, dopo aver ritirato queste accuse, presiedette alla consacrazione episcopale di Agostino. Megalio morì prima del 28 agosto 397, epoca in cui è documentato come primate di Numidia Crescenziano, di sede ignota. Agostino parla della morte di Megalio in una lettera al vescovo Profuturo di Cirta. Megalio è ancora menzionato nella conferenza di Cartagine del 411, che vide riuniti assieme i vescovi cattolici e donatisti dell'Africa romana; i donatisti si avvalsero delle accuse di Megalio contro Agostino, per scagliarsi contro di lui.
Mentre Megalio era ancora in vita, Calama era sede di un vescovo donatista di nome Crispino, documentato in diversi testi. Questi era sostenitore di Primiano di Cartagine e sottoscrisse il 24 aprile 394 la lettera sinodale di Bagai che condannava i consacratori di Massimiano, oppositore di Primiano. Crispino è poi destinatario di due lettere di Agostino: nella prima, Agostino invita Crispino a discutere con lui, per lettera, della divisione della Chiesa d'Africa tra donatisti e cattolici; nella seconda, Agostino accusa Crispino di aver fatto ribattezzare con la violenza gli abitanti del fundus Mappelienses, appena acquistato da Crispino, e gli propone di far scegliere loro liberamente tra fede cattolica e fede donatista. Crispino fu poi accusato e condannato per essere stato il mandante di violenze contro il vescovo cattolico Possidio; rifiutando la condanna, si appellò all'imperatore, che tuttavia confermò la sentenza (circa 403/404). Crispino era già morto quando si svolse la conferenza di Cartagine nel 411.
Il vescovo più conosciuto di Calama è Possidio, probabile successore di Megalio nel 397, primo biografo di Agostino e compilatore delle sue opere. Prese parte alle riunioni episcopali svoltesi a Cartagine nel 403, nel 407, nel 410, nel 411, nel 419, al concilio antipelagiano di Milevi del 416, ad una riunione di vescovi della Mauritania Cesariense a Cesarea. Per due volte viaggiò in Italia: la prima volta, nel 408 circa, fu latore di due lettere di Agostino, destinate a Paolino di Nola e a Memore di Eclano; la seconda volta, nel 410, fu scelto dai padri del concilio cartaginese di quell'anno per convincere l'imperatore Onorio, a Ravenna, ad abrogare l'editto di tolleranza a favore dei donatisti e a convocare una conferenza tra cattolici e donatisti, che si svolse nel 411.
Ultimo vescovo noto di Calama è Quodvultdeus, il cui nome appare al 3º posto nella lista dei vescovi della Numidia convocati a Cartagine dal re vandalo Unerico nel 484; Quodvultdeus, come tutti gli altri vescovi cattolici africani, fu condannato all'esilio.
Nel suo De civitate Dei Agostino riferisce di due miracoli attribuiti a santo Stefano e di cui fu beneficiario il sacerdote Euchario, originario della Spagna, ma residente a Calama: la prima volta guarì da una malattia cronica dovuta ai calcoli; la seconda volta, creduto morto, si risvegliò dopo che gli fu apposta sul petto una reliquia del santo.
Dal XVI secolo Calama è annoverata tra le sedi vescovili titolari della Chiesa cattolica; la sede è vacante dal 20 agosto 2025.

## Cronotassi

### Vescovi residenti
- Donato † (prima del 303 - dopo il 305)
- Megalio † (prima del 393 - prima del 28 agosto 397 deceduto)
  - Crispino † (prima del 394 - dopo il 403/404 deceduto) (vescovo donatista)
- San Possidio † (397 - dopo il 437)
- Quodvultdeus † (menzionato nel 484)

### Vescovi titolari
- Gondisalvo Ribeiro d'Almeida † (9 agosto 1518 - ?)
- Nunnius Martini † (11 febbraio 1534 - ?)
- Gasparo dos Reis, O.P. † (29 novembre 1555 - ?)
- Gerolamo Pereyra, O.P. † (15 dicembre 1557 - ?)
- Diego † (? deceduto)
- Gerolamo Carrerio, O.E.S.A. † (11 marzo 1598 - ?)
- Edmund O'Dwyer † (6 febbraio 1645 - 23 maggio 1646 succeduto vescovo di Limerick)
- Beato Terence Albert O'Brien † (11 marzo 1647 - 31 ottobre 1651 deceduto)
- Andrea Ridolfi, O.F.M.Conv. † (12 febbraio 1663 - 15 aprile 1677 deceduto)
- Stefan Antonin Mdzewski, O.P. † (11 gennaio 1690 - 16 maggio 1718 deceduto)
- Giorgio Antonio (Carlo di San Corrado) Vareschi, O.C.D. † (14 settembre 1764 - 6 gennaio 1785 deceduto)
- Adrian Butrymowicz † (13 gennaio 1792 - prima del 29 marzo 1819 deceduto)
- José Calixto Orihuela Valderrama, O.S.A. † (29 marzo 1819 - 27 giugno 1821 nominato vescovo di Cusco)
- Clemens August Droste zu Vischering † (9 aprile 1827 - 1º febbraio 1836 confermato arcivescovo di Colonia)
- Ferdinando (Luigi Maria di Santa Teresa) Fortini, O.C.D. † (8 agosto 1837 - 5 gennaio 1848 deceduto)[11]
- Louis-Marie Pineau, M.E.P. † (21 maggio 1886 - 14 gennaio 1921 deceduto)
- Martino Chiolino, P.I.M.E. † (10 marzo 1921 - 19 aprile 1948 deceduto)
- Eugène Joseph Hubert Lebouille, C.M. † (21 giugno 1948 - 27 maggio 1957 deceduto)
- René Toussaint, O.M.I. † (16 gennaio 1958 - 10 novembre 1959 nominato vescovo di Ipamu)
- Henri Gufflet † (16 dicembre 1959 - 7 aprile 1966 succeduto vescovo di Limoges)
- Jean Hengen † (8 aprile 1967 - 13 febbraio 1971 succeduto vescovo di Lussemburgo)
- Jožef Kvas † (13 maggio 1983 - 29 dicembre 2005 deceduto)
- José Daniel Falla Robles † (15 aprile 2009 - 29 giugno 2016 nominato vescovo di Soacha)
- Paulo Alves Romão (7 dicembre 2016 - 20 agosto 2025 nominato vescovo di Paranaguá)